# Jens Bilgrav-Nielsen
Jens Bilgrav-Nielsen, född 14 maj 1936 i Ølstrup utanför Ringkøbing, är en dansk folkhögskolelärare och f.d. politiker (Det Radikale Venstre). Han var energiminister i Poul Schlüters tredje regering 1988-1990.

## Bakgrund
Efter folkskolan och en period på Røddings folkhögskola tog han lärarexamen 1963 från Den frie lærerskole i Ollerup, samt genomförde ytterligare en kortare lärarutbildning på Askovs folkhögskola 1964. Han arbetade som lärare på Glamsbjerg fri- og efterskole (1963-1965) och Uldum folkhögkola (1965-1966). Han var samtidigt politiskt engagerad, bl.a. som ordförande av Det Radikale Venstre i Assens valkrets (1963-1965). Han blev invald i Folketinget 1966, ett mandat han behöll oavbrutet till 1977. Han var bl.a. vice ordförande av partigruppen till 1977 och ordförande av utbildningsutskottet (1977). Han var i period även ledamot i Egtveds kommunfullmäktige (1974-1978). Han kom åter in i Folketinget 1979, och blev då ledamot i finansutskottet, försvarsutskottet och i trafikutskottet. Han var en drivande kraft bakom den mediepolitiska uppgörelsen 1986, som ledde till TV 2:s grundande 1988. Från 1982 var han även ledamot i Radiorådet. Politiskt utmärkte han sig även som kärnkraftsmotståndare och som motståndare till planerna på en storflygplats på Saltholm.
Bilgrav-Nielsen har varit lärare vid Brandbjerg folkhögskola utanför Jelling (1977-1979).

## Minister
Som minister lade Bilgrav-Nielsen fram Danmarks första större energiplan 1990, som gick under namnet ”Energi 2000”. Under samma period lade partikollegan och miljöministern Lone Dybkjær fram en miljöplan. Energi 2000 utgick från Brundtlandrapporten och anammade begreppet ”hållbar utveckling”, med målet att Danmarks koldioxidutsläpp skulle reduceras med 20 % till 2005. Bland planens förslag på initiativ fanns krav på stramare miljöregler inom byggbranschen och höjda energiavgifter, däribland införandet av koldioxidavgift, samt en omställning av energisystemet från olja och kol till kraftvärmeverk som använde naturgas som energikälla samt andra förnyelsebara energikällor, däribland vindkraftverk.
Efter sin avgång som minister i december 1990, tillsammans med övriga radikala statsråd, blev Bilgrav-Nielsen ordförande av finansutskottet och ordförande av partigruppen (1993-1994). Han var folketingsledamot till 1994 och statsrevisor (1994-1998). Han har sedan varit styrelseordförande av Friluftsrådet (1995-2001) och TV 2 (1999-2003).